# La Grande Bataille (mini-série)
Pour les articles homonymes, voir La Grande Bataille.
La Grande Bataille est une série de 12 petits épisodes qui racontent de façon humoristique des moments de l'histoire du Québec, période Nouvelle-France.

## Description
Cette comédie sous forme de sketches reprend des épisodes de l'histoire du Québec sous la forme humoristique de type Kaamelott. Elle est produite par Pierre Beaudry de Films Zingaro en 2010 et a été diffusée sur Artv,.
Les sketches sont signés Pascal Blanchet, Louis-Philippe Morin et Martin Doyon et réalisés par Alain Chicoine.

## Distribution
Principaux acteurs,, : 
- Réal Bossé : Frontenac
- Édith Cochrane : Madeleine de Verchères
- Pierre Collin : Samuel de Champlain
- Sylvie Moreau : veuve Bégon
- François Papineau : père Jean de Brébeuf
- Amélie Bernard : Jeanne Mance
- Stéphane Breton : père Gabriel Lalemant
- Louis Champagne : Des Groseilliers
- Claude Despins : chef pétun
- Martin Drainville : Radisson
- François Gadbois : fils Hébert
- Nico Gagnon : barbier
- Danny Gilmore : McLean
- Mathieu Handfield : Dollard des Ormeaux
- Michel Laperrière : Mgr de Laval
- Julien Poulin : grand chef Garakonthié
- Pierrette Robitaille : femme Hébert
- Luc Senay : Bigot et Jean Talon

## Liste des épisodes
1. La Boite de notre temps
2. Le Guide
3. La Fameuse Phrase
4. L'Exode du cerveaux
5. Bourreau demandé
6. Tartuffe à Québec
7. La Route des Indes
8. Le Bal chez Bigot
9. Le Chemin de la discorde
10. Une bonne médecine